# جواو ليما
جواو ليما (بالبرتغالية: João Lima‏) (23 يونيو 1996 في البرتغال - ) هو لاعب كرة قدم برتغالي في مركز الدفاع. شارك مع منتخب البرتغال تحت 17 سنة لكرة القدم ومنتخب البرتغال تحت 19 سنة لكرة القدم. أما مع النوادي، فقد لعب مع S.L. Benfica B ‏.

## وصلات خارجية
- جواو ليما على موقع الاتحاد الأوربي (الإنجليزية)
- جواو ليما على موقع قاعدة بيانات كرة القدم.إي يو (الإنجليزية)
- جواو ليما على موقع Soccerway.com (الإنجليزية)